# Dům U tří zlatých hvězd
Dům U Tří zlatých hvězd, zvaný též Skálovský, či Santinovský dům, nebo též lidově dům U tří korun je historická budova na Malé Straně v Praze 1. Nachází se na Malostranském náměstí 263/8.
Ve sklepních prostorech objektu se nachází scéna divadla A studio Rubín.

## Historie domu
Na místě dnešního objektu stával jiný již od roku 1400, který však zničil požár. Nový majitel zde vybudoval dům až po roce 1460. Po roce 1484 zde byl zřízen špitál. V roce 1515 byl dočasně spojen se sousedním objektem a do roku 1529 zřejmě proběhla výraznější pozdně gotická přestavba, protože dům je v té době označen za nově vystavěný. Pravděpodobně až z této doby pochází druhý sklep odstupující od ulice.
Další stavební úpravy následovaly v 17. století. Velká pozdně renesanční přestavba proběhla roku 1650 za majitele a zároveň stavitele Santina de Bossi. Z této doby pochází nástavba 2. patra hlavní budovy a loubí. Do roku 1739, kdy došlo k prodeji objektu, se budova nezměnila, ale sloužila již jen jako šenk. V domě byla i zastavárna, a to od roku 6. května 1751 až do roku 1829.
Reprezentativní objekt koupil a do roku 1778 vlastnil malostranský primátor Jan Karel Dantzer. Koncem 18. století, kdy dům patřil obchodníkovi Antonínu Zimmermannovi, provedl úpravu fasády Ignác Alois Palliardi. Roku 1809 realizoval Palliardi úpravy také v zadním domě a současně zahájil i nástavbu 3. patra.

## Architektura
Do Malostranského náměstí je dům otočen pozdně barokní fasádou s centrálním rizalitem zakončeným štítem. Zadní fasáda, otočená do ulice Na Tržišti, má již výrazný klasicistní charakter a vznikla až v 19. století v souvislosti s úpravou schodiště roku 1831. Sklepní prostory vychází ze středověké dispozice, tvoří je dvě rozdílné části: starší obdélný východní sklep zasahuje do prostor loubí a je zakryt valenou kamennou klenbou, mladší západní již prostor loubí respektuje a je zakryt raně renesanční kamennou klenbou prolomenou výsečemi. Na západní sklep navazuje další, téměř čtvercový prostor barokního původu s cihelnou klenbou.
Přístupové schodiště do sklepa je novější klasicistní, původní vchody byly pravděpodobně z podloubí. Ještě ve třicátých letech 20. století se v domě nacházel lokál a podzemní prostory byly využívány jako skladiště.